# نادر عبد الله
نادر عبد الله واحد من شُعراء الأغنية في مصر والعالم العربي، وحاصل على عدة جوائز وتكريمات كأفضل شاعر غنائي في مصر والشرق الأوسط.
تعَاوَن نادر عبد الله مع الكثير من المطربين والمطربات في مصر والعالم العربي مـثل: عمرو دياب، إليسا، سميرة سعيد، أنغام، تامر عاشور، شيرين عبدالوهاب، حسين الجسمي، آمال ماهر، محمد حماقي، فضل شاكر، تامر حسني، سعاد ماسي، جورج وسوف، ماجد المهندس، جنات، راشد الماجد، نانسي عجرم، محمد فؤاد، نبيل شعيل، لطيفة، كارول سماحة، صابر الرباعي، هبة طوجي، أصالة، بهاء سلطان، نوال الكويتية، وائل جسار، جنات، مدحت صالح، هاني شاكر، وغيرهم سواء من خلال ألبومات غنائية، أو أغنيات منفردة، أو أوبريتات، أو أعمال درامية.

## أعمــاله
- عمرو دياب[9]

أغنيات: ريحة الحبايب/ خلينا نشوفك/ كنت في بالي/ يا هَناه
ألبومات:ليلي نهاري/كل حياتي
وتمَّت إعادة نشر أغنية ريحة الحبايب باللغة التركية، وأغنية خلينا نشوفك باللغة التركية والروسية
- إليسا[14]

وهي المحطة الأهم في مشواره كشاعر، كما هو الشاعر الأهم في مسيرتها الفنية نظراً لحجم إنتاجهما الفني سوياً.
أغنيات: لو تعـرفوه/ حكايتي معاك/ ماتخافش مني/ لو بصيت قدامك/ بعيش علي حسك/ أيامي بيك/ خُد بالك عليا/ يا عـالم/ أواخر الشـتا/ تصدق بمين/ ماتعـرفش ليه/ من غير مناسبة/ ماعـاش ولا كـان/ عـيشة والسلام/ مــصدومة/ رُحــتله/ مـتفـائلة/ هيلف يلف ويرجعـلي/ حــالة حـب/ بـرغم الظـروف/ قـد الأيام/ هخاف من إيه/ ولا بعد سنين/ مــكتوبة ليك / لسه فيها كلام/ من عينيا دي (مـع حـبي)/نفسي أقولُّه/عظيمة/أنا سكتين/ فرحانة معاك/حلالي/ 
ألبومات: بستناك/ أيامي بيك/ تصدق بمين/ أسعد واحدة/ حالة حب/ سهرنا يا ليل/ إلي كل اللي بيحبوني/صاحبة رأي/[[أنا سكتين(ألبوم)|أنا سكتين]]
كليبات: لو تعرفوه/ أواخـر الشـتا/ تصدق بمين/ حالة حب/ حلالي/
مواد دعائية:
- إعلان لازوردي 1 أغنية أيامي بيك
- إعلان اتصالات زين أغنية أواخر الشتا
- إعلان موبينيل غنيلي أغنية تصدق بمين
- إعلان لازوردي 2 أغنية تصدق بمين
وتمَّت إعادة نشر أغنية (لو تعرفوه)، وأغنية (أيامي بيك) باللغة التركية.
- شيرين عبد الوهاب[27]

أغنيات: عينك ع اللي رايحة/ بطــمنك/ بكلمة مـنك/ أخـيرا إتجرأت/
كـتر خيري/ انكتبلي عمر/ تجربة مؤلمة/ حد عارف/ علي مين الملامة/ لسه في الأيام أمل/ عاشت مصر
ألبومات: فري ميوزيك5/ بطمنك/ حبيت/ أنا كتير/طريقي
كليبات: كــتر خيري/ انكتبلي عــمر
مواد دعائية:
- إعلان فودافون أغنية لسه في الأيام أمل
وتمَّت إعادة نشر أغنية (عينك) باللغة التركية والرومانية.
- آمال ماهر[29]

أغنيات: رايح بيا فين/أنا برضو الأصل/من السنة للسنة/وأعرف منين/أوبريت مصـراوي/مصر أول كل حاجة/
بـسم 23 يوليو/أوبريت كـلنا عـيلة/أيام ما تتعوضش/
احنا ولاد النهاردا/غلطت أنا/ظروفي صعبة/ما فيهاش بعدين/ازاي فاتتني/بداية بدايتك/وفيها إيه/بالكتير كام يوم/عايشين/اللي قادرة
ألبومات: أعرف منين/ولاد النهاردا/أصل الإحساس
كليبات: رايح بيا فين/أيام ماتتعوضش
- سميرة سعيد[31]

أغنيات: حـب ميئوس منه/قـد الكلمة/أنا كتير عليك/ماأضمنش نفسي/احـتمال وارد/وش الخير
ألبومات: أيام حياتي/عايزة أعيش
كليبات: حب ميئوس منه/وش الخير
وتمَّت إعادة نشر أغنية (حب ميئوس منه) باللغة الصربية
- حسين الجسمي

أغنيات: أيام من حياتي/تِـسلم إيدينك/أوبريت مـصراوي/أوبريت كـلنا عـيلة/سيادة المواطن
ألبومات:الجسمي 2010
- سعاد ماسي

عمل واحد مع المطربة العالمية سعاد ماسي في أغنية بعنوان «سـلام»
- فضل شاكر

أغنيات: اللي إنت شايفه/من آخرها/بفكر بالساعات.
ألبومات:الله أعلم/بعدا عالبال
- محمد حماقي

أغنيات:«ليلي»_(س سؤال)
ألبومات: كل يوم من دا
- أنغام[36][37]

أغنيات: حبيتك ليه/أنا مخاصماك/رجعنا في كلامنا/
قد ما تقدر/فاكراك/بَــغير/واحدة بتحبك/ياريتك فاهمني/لوحة باهتة 
ألبومات:ليه سبتها/عمري معاك/بحبك وحشتيني/كل مانقرب/نفسي أحبك/حالة خاصة جدا
- تامر حسني

أغنيات: عرفت اللي فيها/يا بعـيد
ألبومات:يا بنت الإيه/عمري ابتدا
- جنات

أغنيات: أكتر من سنة/اللي بيني وبينك/ماجيتش ليه/أنا دنيته/حب امتلاك/عشان خاطره/الطفلة البريئة/بصراحة/مصر أم الدنيا/أوبريت كـلنا عـيلة/بنفس الكلام/اسأل مجرب/طمن بالك
ألبومات:اللي بيني وبينك/حب امتلاك/بنفس الكلام
كليبات: أكتر من سنة/أنا دنيته/طمن بالك
- هبة طوجي

تعاون واحد  في أغنية بعنوان سلم علي مصر من ألحان الموسيقار أسامة الرحباني، وهو اللقاء الأول من نوعه بين شاعر مصري والرحبانية، والمرة الثانية التي تهدي فيها الرحبانية غنوة إلي مصر بعد أن قدمت فيروز عملا بعنوان (مصر عادت شمسك الذهب) من كلمات وألحان الأخوين رحباني
- وائل جسار

أغنيات: لمين هعيش/من يـومه/سنين قدام/نفسي أعترفلك/أنا بطبيعتي/ويـا بعض/أكتوبر يعني إيه/أوبريت كـلنا عـيلة
ألبومات: توعدني ليه/كل دقيقة شخصية/سنين قدام
- محمد فؤاد

أغنيات: ولا نص كلمة/لو ليا حـق/يا جات يا راحت/مابيعرفنيش/لو يحصل إيه/أوبريت مـصراوي
ألبومات:ولا نص كلمة/بين إيديك
- لطيفة

أغنيات: في الكام يوم اللي فاتوا/أنا عارفة/سيبني شوية/هنخاف من مين/شرف ليا/أوبريت مـصراوي/مأفورها/احنا وبختنا
ألبومات: في الكام يوم اللي فاتوا/أحلي حاجة فيا
كليبات: في الكام يوم اللي فاتوا/أنا عارفة/سيبني شوية
- جـورج وسوف

أغنيات: بستني باليوم واليومين
ألبومات: هي الأيام
- أصالة

أغنيات: ملهمته الوحيدة/كفاية كلمة
ألبومات:60 دقيقة حياة/مهتمة بالتفاصيل
- عبدالفتاح الجريني

أغنيات: أشوف فيك يوم/كلمني/عايش حياته/سيبك إنت/100مرة
ألبومات: خسارتك في الليالي/عايش حياته/3 كلمات
كليبات: أشوف فيك يوم
- كـارول سماحة

أغنيات: حبيبي يا/صحابي
كليبات: صحابي
ألبومات:أنا حرة/ ذكرياتي
- نانسي عجرم

أغنيات: بـلديـاتي/أوبريت كـلنا عـيلة
ألبومات:بتفكر في إيه
كليبات: بلدياتي
- عفاف راضي[42]

أغنيات: سنة حلوة عليك/حيطان بيتنا/أحلي بنوتة
- تامر عاشور

أغنيات: كلموها عني/و لا أي أي/تسلم/حد بـيحب/كلمة شكر/مافيهوش غلطة/ليا نظرة/مستبيع/يا أهلا/معلش/أخر مقابلة/أولي ابتدائي/ودي دنية إيه/فـرعـون/ماليش حل/وأنا من غيرك/باي باي/ألف شُكراً/في بالي
ألبومات: روتانا 1/حد بيحب/ليا نظرة/عشت معاك حكايات/خيالي/أيام
كليبات: كلموها عني/تِســلم/حد بيحب
- محمد محسن

أغنيات: خُد قرارك
- مدحت صالح

أغنيات: واقفـة جـنبي/أوبريت مـصراوي/أوبريت كـلنا عـيلة/60 اتجاه (اتكتفت)/أحلي بنوتة/روح السادات
ألبومات: حبك خطر
مواد دعائية:
- إعلان شركة دابر أملا أغنية؛ واقفة جنبي
- (فريق واما_WAMA)

أغنيات: بنتهرب
ألبومات: الصيف ابتدى
- خالد عز[43][44]

أغنيات:#حفلة_7/وأنا بينكم/أمي وحبيبي/رحلة وناس وطريق/لف الوقت ودار/حيطان بيتنا/سلام/وليه تحسبيها/ما علينا/يفرق عنهم/ما علينا/
طبيعي/علميهم/باقية له فرصة/مشهد ورا مشهد
- هاني شاكر

أغنيات: أراهن بعمري/أوبريت مـصراوي/أوبريت كـلنا عـيلة
- صابر الرباعي

أغنيات: أنا قلت أسأل
ألبومات: واحشني جدا
- خالد عجاج

أغنيات: فيها إن/علي قد حالي
ألبومات: علي قد حالي
كليبات: علي قد حالي
- عليا التونسية

أغنيات: أدي اللي كـان/من حبي فيك/مابـتعلمش
ألبومات: زي ما أنت
كليبات: أدي اللي كان
- نوال الكويتية

أغنيات: حس بغلطته
ألبومات:نوال 2009
- بهـاء سلطان

أغنيات: الناس الشمال/يتوب علينا ربنا/أوبريت كـلنا عـيلة/عيونك
كليبات: عيونك
- رابح صقر

أغنيات: أوبريت كلنا عيلة
- نبيل شعيل

أغنيات: بداية الكلام/أوبريت مـصراوي
- راشد الماجد

أغنيات: أشوف فيك يوم
- ماجد المهندس

أغنيات: مالقيتش إلا أنا
ألبومات: اِنجنيت.
- طلال سلامة

أغنيات: عليا برضو الكلام دا
- مطرف المطرف

أغنيات:20 سنة
ألبومات: فاقدك
- أميمة طالب

أغنيات: جايلك أرق|(من لهفتك)
ألبومات: أميمة_2022
- الشاب جيلاني

أغنيات: وأنا عندي كام مصر/أوبريت كـلنا عـيلة
- فايز السعيد

أغنيات: مابسمعش صوته
- عمر عبد اللات

أغنيات: يا بخت اللي منك/أوبريت كـلنا عـيلة
- حـكـيم

أغنيات: أوبريت مـصراوي/إفـتكري يا أماه/أوبريت كـلنا عـيلة
- حمادة هلال

أغنيات: يا سمارة/متاهات
- ديـاب

أغنيات: مش هبطل زن
ألبومات: يا واد يا سوسو
- إيهاب توفيق

أغنيات: هو إنت صدقت/أوبريت كلنا عيلة.
- هيثم شاكر

أغنيات: ماخليتش حاجة/لحقتيني/أتعدى حدودي 
كليبات: لحقتيني
ألبومات: جديد عليا/معرفة قديمة
- رامي جمال

أغنيات: مش كفاية/تعيشي ليا/راح لحاله
كليبات: تعيشي ليا
ألبومات: ليالينا
- مـي سليم

أغنيات: اللي بيسأل مايتوهش/قلت اللي عندي/سامعاه/مين اللي قالك.
ألبومات: قلبي بيحلم/لينا كلام بعدين
كليبات: مين اللي قالك/سامعاه
- رامي صبري

أغنيات: فكرت/ هي
- رضوان برحيل

أغنيات: بالأمانة_(حد متعب)
ألبومات: قرب حبة
- سماح البرهومي

أغنية وكليب بعنوان مستكتر ليه
- نـايا

أغنية وكليب بعنوان: بـكرة
- راندا حافظ

أغنية وكليب بعنوان نـزوة
- حاتم فهمي

أغنيات: قصاد بيتها/ماتقولش ليه/صدقيني
ألبومات: صدقيني
- إيساف

أغنيات: عندي أمل فيكي/معاه قلبي
ألبومات: معاه قلبي
كليبات: عندي أمل فيكي
- بـوسي

أغنيات: سلام للمصراوية/أوبريت كـلنا عـيلة/دنـيا فـوتوشوب/ولاد تسعة/كلنا علي باب الله
- حسام حبيب

أغنيات: امبارح كان لسه معايا
ألبومات: أجمل قصة حب
- وليد توفيق

أغنيات: عمار يا مصر/أوبريت كـلنا عـيلة
- باسكال مشعلاني

أغنيات: وصلت لحد كدا/ما كنا ارتحنا
ألبومات: أكبر كدبة بحياتي/حبي مش حكي
- راغب علامة

أغنيات: علي عيني تغيب/استمارة ٦
ألبومات: نسيني الدنيا
- شيماء سعيد

أغنيات: لسه مـقابلاه/حسيتها/بـطلت أخاف
ألبومات: حلم حياتك
كليبات: لسه مقابلاه
- شاهيناز

أغنيات: مين كان يقول
ألبومات: أحب أعيشلك
- رجاء المغربية

أغنيات: بعدنا كام سنة/مش حلو عشانه/مسكت نفسي/لو عمل ال للي
ألبومات: حال الدنيا
كليبات: مش حلو عشانه
- فريدة عبيد

أغنيات: اعملها بزعلة
ألبومات: اعملها بزعلة
- عبلان

أغنية وكليب بعنوان ليك ناس وناس
ألبومات: روتانا ميشن 1
- أميرة أحمد

أغنية وكليب بعنوان مالكش غيري
ألبومات: روتانا ميشن 2
- محمد الصاوي

أغنيات:من ورا قلبي
ألبومات:روتانا ميشن 2
- نور قدري

أغنيات:و مين سمعك/قريب قوي
ألبومات:روتانا ميشن 1
كليبات:و مين سمعك.
- أحمد علاء

أغنيات:خايف/ليلة العمر
ألبومات:روتانا ميشن 2
كليبات:خايف.
- صادق

أغنيات:مش غريب عليكي
ألبومات:روتانا ميشن 2
- شامية

أغنيات:اللي بنا مش النهاردا
ألبومات:روتانا نجوم F.M
- مـهـا

أغنيات:تعـرفوا عني إيه
- سمية الخشاب

أغنيات:أنا همشي/عشمنا في ربنا
ألبومات:هيحصل إيه
كليبات:عشمنا في ربنا
- حسناء المغربية

أغنيات:أنت اللي باقيلي
ألبومات:بمبا.
- ابتسام المغربية

أغنيات:إيدي علي خدي
ألبومات:إجرح
- مايا نصري

أغنيات:احـنا فـيها
ألبومات:جاي الوقت
- نيكول سابا

أغنيات:اعتراف رسمي
- فدوي المالكي

أغنية وكليب بعنوان فكرة غلط
- رضـا

أغنيات:شكله بايعها/أديني مشيت/عشانك
ألبومات:عايشين/رضا 2015
- سندريلا

أغنيات:قلت همشي/احنا اتقابلنا فين
- سعدي

أغنيات:يومين تلاتة
ألبومات:مشيت
- روضـة

أغنيات:إنت اللي ابتديت
- فرح رمضان

أغنيات:عداني العيب
- محمدي

أغنيات:ربنا ما يوريك
- هادية

أغنيات:عـارف
- أحمد سعد

أغنيات:قد الدنيا
- سهام

أغنيات:تبقي بتحلم
- هـبـة

أغنيات:اللي بيجي بسهولة
- رانيا أحمد

أغنيات:لو قاصد خير/سوء ظني فيه
- شيرين وجدي

أغنيات:دعاء جل جلاله
- باميلا

أغنيات:من كلمتين
- إيمان الشريف

أغنيات:شد انتباهي
- ديـانا حـداد

أغنيات:خد هنا كلمني
- صوفيا المريخ

أغنيات:مابحسبهاش/تـحت الـنظر
- ياسمين الجوهري

أغنيات:سامعني/كلمة تـجـيـبه/شكلي مش واحشاك/أنا ماأعرفكش
ألبومات:عيني عمري
كليبات:سامعني/أنا ماأعرفكش
- محمد المجذوب

أغنيات:شطرنج/داخلين في مزاد
- شيماء

أغنيات:في سيرتك
- نديم نور

أغنيات:من وقت للتاني
ألبومات:ليلة غرام
- ماهر عبيد

أغنيات:بالذوق بالعافية
- نـورا

أغنيات:قول كلام غير دا
- إبراهيم العشري

أغنيات:شكله ما حبنيش
- آمنة فاخت

أغنية وكليب بعنوان مستغرباه
- نور الهدي

أغنيات:فتك بعافية
- أحمد البدري

أغنيات:يشهد الله
- إيـاد جيان

أغنيات:بدأت أفكر/مافاتش كتير
- محمد واعر

أغنية وكليب بعنوان تصدق بإيه
- إنصاف التونسية

أغنيات؛ بقالي عمر
- مادلين مطر

أغنية وكليب بعنوان تعالي علي نفسك
- كـريم

أغنيات؛ ماتـظلمهاش
- مـي كساب

أغنيات؛ كل يوم بحكاية
ألبومات؛ أحلي من الكلام
- مايا دياب

أغنيات؛ هم كتير قوي
ألبومات؛ سبع ترواح
- نسرين

أغنيات؛ مشغولة بمين
- زيـن

أغنيات؛ هو أنت/ولا حاجة بتنسيني
- سـو

أغنية وكليب بعنوان ماكانش حاله
- أحمد جلال

أغنية وكليب بعنوان حلم الليالي
- كـارمن سليمان

أغنيات: سطور حكايتي/غيرت رأيك/هاتـها فـيا/الحال من بعضه
ألبومات: أخباري
- هيفاء وهـبي

أغنيات: متاخدة/ما تـكلمنيش
ألبومات: حبيبي أنا
- ياسمين نيازي

أغنية وكليب بعنوان شكلك هتوحشني
ألبومات: شكلك هتوحشني
- ديانـا كرزون

أغنية وكليب بعنوان حد اشتكالك
ألبومات: ديانا كرزون 2010
- بشري

أغنية دعائية لصالح شركة إيفا بعنوان فيكي حاجة غير
- نادر نور

أغنيات: مش مستاهلة/تيتر أحلي الأوقات
ألبومات: أول ما نبدأ
- زيزي عادل

أغنيات: واحدة طيبة/حياتي معاك/مالك بيا/مع الأيام/تيجي ننسي/حلم ولا علم
ألبومات: واحدة طيبة/وعد عليا
كليبات: واحدة طيبة
- أماني السويسي

أغنية وكليب بعنوان اللي شايف نفسه
ألبومات: وين
- هدي سعد

أغنيات: ارتحت
ألبومات: ارتحت
- تامر سيف

أغنيات: صعب أعيش/ليك وحشة
ألبومات: ملك هواك
- ميريام فارس

أغنيات: عندية
ألبومات: ناديني
- أمل حجازي

أغنيات: ماحبيتش غيرك/يا ناري/تصدق
ألبومات: بتدور ع قلبي/بياع الورد
- سيرين عبد النور

أغنية وكليب بعنوان لو بص في عيني
ألبومات: عليك عيوني
- ريهام عبد الحكيم

أغنيات: مش واخد بالك/أوبريت كـلنا عـيلة
كليبات: مش واخد بالك
- أيمن الرفاعي

أغنيات: أول مرة وأخر مرة
- ميليسا

أغنية وكليب بعنوان كـام سنة
ألبومات: بدي منك
- رشيدي

أغنيات: اللي بيحب بيسامح
ألبومات: مش زي حد.
- طارق عبد الحليم

أغنيات: الرحمة حلوة
- مي حريري

أغنيات: وغلاوتي عليك/عليك كلام
ألبومات: هسهر عيونه
- أحمد الشريف

أغنيات: خِلصِت حكايتِك
ألبومات: بين الناس
- بـهاء الكافي

أغنيات: كانت أيام
ألبومات: بهاء 2006
- محمد عطية

أغنيات: بتروح وبتيجي/فـكرت/أكلمها/قوام لحقنا
ألبومات: أنا الحبيب
- لؤي[45]

أغنيات:في سيرتك
- أسماء لمنور

أغنيات: ماقدرتش أنسي/إنت مش إنت
ألبومات: من هنا لبكرة
- فـارس

وهو من المحطات الأولي لنادر عبد الله في عالم الاحتراف منذ أول تعاون سنة 2000
أغنيات: دلوقت بس أنا بعترف/خايف يشوفوك/خدها جد
ألبومات: أحلف بالله/بنت بلادي/حبيتك قوي
- عـامـر مـنـيـب

وهو البداية الأولي في مشوار نادر عبد الله منذ سنة 1999/2000
أغنيات: أنا ولا إنت/وإنت معايا/حلفتك/أيامي معاك/مني عيني/فـيك حاجة
ألبومات:وياك/الله عليك/حب العمر/حظي من السما
كليبات: فيك حاجة

## جوائز وتكريمات
نَالَ الشاعر نادر عبد الله عدة جوائز كأفضل شاعر غنائي في مصر والشرق الأوسط منها:
- جوائز الشرق الأوسط للموسيقى ثلاث مرات متوالية كما يلي:
  - أفضل شاعر غنائي في مصر والشرق الأوسط 2008/2007.[46]
  - أفضل شاعر غنائي في مصر والشرق الأوسط 2009/2008.[47]
  - أفضل شاعر غنائي في مصر والشرق الأوسط 2011/2010.[48]
- جائزة مؤسسة الأهرام 2012/2011 كأفضل شاعر غنائي مصري.
- جائزة مهرجان دير جست Dear Guest Festival) 2012) كأفضل شـاعر غنائي مصري.[49]
- جائزة مهرجان دير جست Dear Guest Festival) 2016) كأفضل شاعر غنائي مصري.[50]

كما شَـاركَ بِأُغنياته في ألبومات حصلت علي جوائز عالمية منها:
- جائزة ورلد ميوزك أوردز 2006 عن ألبوم بستناك لإليسا حيث شارك بنصف أغنيات الألبوم.[51]
- جائزة ورلد ميوزك أوردز 2010 عن ألبوم تصدق بمين لإليسا حيث شارك بنصف أغنيات الألبوم[52]
- جائزة التفاحة الكبيرة Big Apple Music Award 2010.[53]
- جائزة مهرجان الموسيقي بالأردن 2010.
- جائزة الموريكس دور بلبنان 2010 عن نفس الألبوم تصدق بمين.

كما حصل نادر عبد الله على عدة تكريمات منها:
- درع تكريم القوات المسلحة المصرية عن أوبريت مصراوي 2013.[54][55]
- تكريم سفارة فرنسا عن أوبريت مصراوي 2013.[5]
- درع الحملة القومية لمكافحة فيروس سي 2017 من معالي وزير الصحة ومعالي وزيرة التضامن دكتورة غادة والي.[56]
- درع الحملة القومية لمكافحة أمراض العيون 2018 (حملة عينيك في عينينا) من معالي وزيرة التضامن دكتورة غادة والي ومعالي وزير التعليم دكتور طارق شوقي.[57]
- درع تكريم جامعة مصر من الدكتور/خالد الطوخي عن أغنية سلم على مصر.[58]

## مناصب
- الشاعر نادر عبد الله «عضو لجنة تحكيم مهرجان ميما الدولي»(MEMA) منذ سنة 2013 [49][59][60] Middle East Music Award Judge

- وواحد من المؤسسين العشرة «لشركة أرابيان رايتس» لرعاية حقوق المبدعين بمصر.[6]

## مشاركات درامية
شارك نادر عبدالله في عدة مسلسلات، وأفلام درامية بكتابة التيترات، والأغنيات ومنها:
- مسلسل فرعون 2013

أغنية ودي دنية إيه (تيتر البداية)،وأغنية فرعون (تيتر النهاية)،ألحان وغناء تامر عاشور
- مسلسل مزاج الخير 2013

أغنية الناس الشمال (تيتر البداية)،وأغنية يتوب علينا ربنا (تيتر النهاية)،غناء بهاء سلطان، ألحان وموسيقي محمود طلعت
- مسلسل أغلي من حياتي 2010

أغنية لو يحصل إيه، غناء محمد فؤاد، ألحان وليد سعد، توزيع مجدي داوود
- مسلسل شطرنج 2015

أغنية شطرنج (تيتر البداية)،وأغنية داخلين في مزاد (تيتر النهاية)،غناء محمد المجذوب، ألحان محمد يحيي، توزيع وموسيقي هاني يعقوب
- فيلم حماتي بتحبني 2014

أغنية يا سمارة (السنارة غمزت)،غناء حمادة هلال، ألحان محمد يحيي، توزيع أمير محروس
- فيلم عمر وسلمي 2007

أغنية عرفت اللي فيها، غناء تامر حسني، ألحان تامر علي، توزيع تميم
- فيلم سحر العيون 2002

أغنية أنا ولا أنت، غناء عامر منيب، ألحان نادر نور، توزيع محمد مصطفي
- مسلسل يا أنا يا إنتي 2015

أغنية دنيا فوتوشوب (تيتر البداية)،غناء بوسي، ألحان وموسيقي محمود طلعت
- مسلسل طريقي 2015

أغنية علي مين الملامة، وأغنية لسه في الأيام أمل، غناء شيرين عبد الوهاب، ألحان وليد سعد، توزيع خالد نبيل
- مسلسل ولاد تسعة 2017

أغنية ولاد تسعة (تيتر البداية)،وأغنية كلنا علي باب الله (تيتر النهاية)،غناء بوسي، وأغنية اعتراف رسمي، غناء نيكول سابا، ألحان وموسيقي محمود طلعت
- مسلسل طاقة القدر 2017

«أغنية متاهات»(تيتر البداية)،غناء حمادة هلال، ألحان وموسيقي محمود طلعت
- مسلسل أبو العروسة ج/2 2018

أغنية «أحلي بنوتة» دويتو غناء مدحت صالح وعفاف راضي،
أغنية«حيطان بيتنا»(تيتر النهاية) غناء عفاف راضي، أغنية «60 اتجاه» غناء مدحت صالح، أغنية«لف الوقت ودار» غناء خالد عز،
ألحان وموسيقى خالد عز.
- مسلسل حكايتي 2019

أغنية «سطور حكايتي»
غناء كارمن سليمان، لحن وموسيقى خالد عز
- مسلسل ليه لأ 2020[61]

أغنية «اللي قادرة» غناء آمال ماهر وموسيقي خالد عز